# La Congolaise des eaux
La Congolaise des eaux,,, abréviation (LCDE) anciennement connu sur le nom Société nationale d’eau abréviation (SNDE) est une société congolaise de production de l’eau, qui fournit ou produit dans tous les villes ou départements de la République du Congo. Il est créé la même date que EEC le 15 juin 1967.